# چایکا ۱۶۷۱
سیارک ۱۶۷۱ (به انگلیسی: 1671 Chaika، نامگذاری:1934TD) هزار و ششصد و هفتاد و یکمین سیارک کشف شده‌است که در ۳ اکتبر ۱۹۳۴ و در رصدخانه سایمیز کشف شد.
قدر مطلق سیارک برابر ۱۲٫۰۰ است.